# Bosanski Petrovac
Bosanski Petrovac je mesto in središče istoimenske občine v zahodnem delu Bosne in Hercegovine, s 7.328 prebivalci po popisu iz leta 2013. Bosanski Petrovac se nahaja med občinami Bihaćem na zahodu, Drvarjem na jugu, Ključem na jugovzhodu, Sanskim Mostom na severu in Bosansko Krupo na severozahodu. V Petrovcu je tudi sedež Bihačko-Petrovačke eparhije Srbske pravoslavne cerkve, ki obsega jugozahodni del Bosne in Hercegovine.

## Zgodovina
Kot naselje je v rimskih časih obstajal kot križišče takrat najmočnejšega rimskega cesarstva, ki ga leta 950. omenja Konstantin Porfirogenit imenom Pset. Obdobje rimske prevlade tukaj potrjujejo najdbe na 15 krajih, kar samo po sebi govori o zelo slabi naselitvi teh območij v tistem času. Sledi rimske nekropole se nahajajo na najdišču Bukovača, kjer so odkrili poznoantični grob in rimski denar. Sledi rimskega življenja so še vedno ohranjeni na najdiščih Cimeš, Bjelajski Vaganc in v bližini najdišča Vođenica.

### Srednji vek
Srednjeveška arhitektura tega mesta je še vedno precej dobro ohranjena. Najstarejši del mesta ima okrogel stolp, visok približno 16 m in mestno dvorišče s cisterno, obdano z obzidjem. Poleg stolpa je glavni vhod v mesto. Razglašen je za nacionalni spomenik Bosne in Hercegovine. Od srednjeveških naselij na teh krajih je znano naselje Čovku, ki je omenjeno v 15. stoletju. Ruševine tega mesta se nahajajo na prvotnem prazgodovinskem gradišču. Zgodovinski viri ga omenjajo kot kraljevo mesto v humski župniji. Najbolj znani vladarji naselja Čovku so bili plemiči Orlovići, ki so to mesto vzdrževali do njegovega padca pod osmansko oblast leta 1524. V pisnih dokumentih se je naselje, ki je bilo postavljeno na mesto današnjega Bosanskega Petrovca, prvič omenjalo leta 1334 pod imenom St. Petri de eodem.
Osmani so to območje osvojili med leti 1520 in 1530.
V času vladavine sultana Ahmeda III je bila zgrajena Trdnjava v Petrovcu. Po Karlovškem miru (1699) sta Lika in Dalmacija, ki sta bili do takrat del Osmanskega cesarstva, prišli pod oblast Habsburške monarhije oziroma Beneške republike, prebivalstvo bosanskih muslimanov pa se je umaknilo s teh območij in se naselilo v Kulen Vakufu, Bjelaju, Bihaću, Cazinu in območje današnjega Bosanskega Petrovca, kjer so ustanovili mesto in petrovaško kapitanijo. Bosanski Petrovac je eno mlajših mestnih naselij v Krajini.
Med drugo svetovno vojno sta bila v Bosanskem Petrovcu prva državna konferenca AFŽ in prvi kongres partizanskih zdravnikov. Takrat sta bila na vlaku na Oštrelju vrhovni štab NOVJ in Josip Broz Tito. Vlak je bil razglašen za nacionalni spomenik Bosne in Hercegovine.

## Prebivalstvo
Po zadnjem uradnem popisu prebivalstva iz leta 2013 je Občina Bosanski Petrovac imela 7.328 prebivalcev, poseljenih v 35 naseljih. Po podpisu Daytonskega mirovnega sporazuma je večina občine Bosanski Petrovac postala del Federacije BiH. Republika Srbska je obsegala dele naselij Bunara, Bukovača, Drinić in Podsrnetica, iz katerih območja je nastala občina Petrovac

## Šport
V Bosanskem Petrovcu deluje nogometni klub "Mladost", ki tekmuje v kantonalni ligi. Obstajajo tudi klubi v drugih športih, kot so košarkarski klub Mladost in drugi.

## Znane osebe
- Rifet Bahtijaragić
- Skender Kulenović
- Ahmet Hromadžić
- Mersad Berber
- Mišo Marič
- Marinko Rokvić
- Jovan Bijelić
- Mahmut Ibrahimpašič